# Daniel Drew
Daniel Drew (29 de julio de 1797 - 18 de septiembre de 1879) fue un empresario y financiero estadounidense, promotor de líneas de barcos de vapor y de ferrocarriles. Resumiendo su vida, el financiero Henry Clews (1834-1923) escribió: "De todos los grandes operadores de Wall Street ... Daniel Drew ofrece el ejemplo más notable de un éxito inmenso y prolongado, seguido de un fracaso total y una bancarrota sin esperanza".

## Biografía
Drew nació en Carmel (Nueva York), en la familia de Gilbert Drew y Catherine Muckleworth. Tenía poca educación y sufrió dificultades económicas después de que muriese su padre, que era dueño de una pequeña granja de ganado, cuando Daniel tenía quince años. Drew se alistó para participar en la Guerra de 1812, aunque no llegó a combatir. Después de la guerra, pasó un tiempo con un zoológico ambulante y luego construyó un exitoso negocio de traslado de ganado. 
En 1820, se mudó a la ciudad de Nueva York, donde se estableció en la Taberna Bull's Head en Bowery, un lugar frecuentado por conductores y carniceros que hacían negocios en la ciudad. Mientras dirigía la taberna, formó una sociedad con otros dos conductores, con el propósito de comprar ganado de condados vecinos y llevarlo a Nueva York para su venta. En 1823, se casó con Roxanna Mead. 
En 1834 se introdujo en el negocio de los barcos de vapor, comprando una participación de un buque que opera en el río Hudson. Compitiendo con Cornelius Vanderbilt contra la Asociación de Barcos de Vapor del Río Hudson, dirigió numerosas líneas rentables fuera de la ciudad de Nueva York.
Alrededor de esa época, Drew comenzó a especular con acciones. Fundó la firma de corretaje Drew, Robinson & Company en 1844, que se disolvió una década después con la muerte de su socio. Después de la disolución de la empresa, continuó trabajando en el negocio del corretaje como operador independiente. En 1857, Drew se convirtió en miembro de la junta directiva del Erie Railroad y utilizó su posición para manipular el precio de las acciones del ferrocarril. Se unió a Vanderbilt para rescatar al Erie de la bancarrota, y también se convirtió en director del Ferrocarril de Nueva York y Harlem, donde colaboró nuevamente con Vanderbilt para apuntalar las finanzas de la compañía.
En 1864, Drew se dispuso una vez más a especular con una de sus compañías, en esta ocasión contra Vanderbilt, operando sobre las acciones del ferrocarril de Nueva York y Harlem. Drew estaba vendiendo las acciones en corto esperando que bajasen para recomprarlas, pero Vanderbilt y sus asociados compraron todas las acciones que vendió, lo que finalmente hizo que el precio de las acciones aumentara de 90 a 285 dólares en cinco meses. Drew perdió medio millón de dólares con esta operación.
Entre 1866 y 1868, Drew participó en la Guerra del Erie, en la que conspiró junto con otros dos directivos del ferrocarril, James Fisk y Jay Gould, para emitir acciones con el objeto de evitar que Vanderbilt tomara el control del Ferrocarril del Erie. Vanderbilt, sin darse cuenta del aumento de las acciones en circulación, siguió comprando acciones del Erie y sufrió grandes pérdidas, y finalmente tuvo que ceder el control del ferrocarril a los tres socios. : 207–232 
En 1870, Fisk y Gould traicionaron a Drew, manipulando el precio de las acciones del Ferrocarril del Erie, haciéndole perder 1,5 millones de dólares. : 364–379  Fisk fue asesinado en enero de 1872 a manos de un rival celoso por una amante; y el propio Gould sería estafado después y perdería un millón de dólares en acciones del Ferrocarril del Erie, y nunca llegaría a controlarlo. El pánico de 1873 le costó aún más, y en 1876, Drew se declaró en bancarrota, con deudas superiores a un millón de dólares y sin activos viables. Murió en 1879, dependiente de su hijo para su sustento. : 423 

## Legado
Daniel Drew dejó un controvertido legado. En el cénit de su carrera como financiero, cuando su fortuna personal se estimó en 13 millones de dólares y era respetuosamente conocido como "Uncle Daniel" en Wall Street, fue tratado con admiración. Pero después de que su suerte cambiara, fue vilipendiado por los periódicos, que escribieron que Drew "ha sido una de las maldiciones del mercado durante los últimos años. Si ahora ha recibido un golpe como el que lo ha dejado en la calle, uno no lo lamenta", y que "considera que la gente honesta del mundo es un grupo de tontos".: 399 
Devoto metodista, Drew construyó iglesias en Port Jervis (Nueva York), Carmel y Brewster (Nueva York). También contribuyó a la fundación del Seminario Teológico Drew en Madison (Nueva Jersey), que ahora forma parte de la Universidad Drew, y del Seminario Drew para Señoritas en su ciudad natal de Carmel.
Drew Street, en el este de Baltimore (Maryland), lleva su nombre debido a su participación como inversor en la Baltimore Canton Company, que poseía y desarrolló gran parte del área a principios del siglo XX.
A Drew se le atribuye popularmente la introducción de lo que se llamaría "acciones remojadas" en Wall Street, para describir las acciones de una compañía emitidas por medios fraudulentos, incluidos los certificados de acciones falsificados y la liberación no autorizada de acciones, lo que resulta en una dilución de la propiedad. El término vino de su tiempo en el negocio ganadero, cuando hacía que sus reses lamieran sal y bebieran agua antes de venderlas, para aumentar su peso.: 44–54  La táctica común de las acciones remojadas se utilizó en la Guerra del Erie de la década de 1860, cuando Drew junto con James Fisk y Jay Gould bloquearon a su archirrival Cornelius Vanderbilt para que no se hiciera con el control del Ferrocarril del Erie.

## Citas
A Daniel Drew a menudo se le atribuye el dicho sobre la naturaleza de las ventas en corto: "El que vende lo que no es suyo, debe volver a comprarlo o ir a la prisión".